# 布倫希爾德
在北欧神话中，布伦希尔德（Brynhild）是一名女武神（Valkyries）。她是北欧英雄传说《沃尔松格传》和冰岛史诗《埃达》中的主要角色。她以同样的名字出现在日耳曼史詩故事《尼伯龙根之歌》和理查德·瓦格纳的歌剧《尼伯龙根的指环》中。布伦希尔德的形象可能来源于西哥特人公主奥斯特拉西亚的布伦希尔德，她在公元567年嫁给了墨洛温王朝的希尔德里克一世。布伦希尔德的传说内容包括了兄弟间的互相残杀，长期战争，以及与匈人作战。

## 北歐神话
在《沃尔松格傳》中，布伦希尔德是布德利的女儿。她被指派去仲裁两名国王之间的决斗，女武神知道奥丁倾向于老国王雅姆古納（Hjalmgunnar），但她还是判安格納（Agnar）获得胜利。因此奥丁降罪于女武神，将她貶为人类，并禁锢在阿尔卑斯山遥远的希恩达尔（Ilndargiail）峰上一座有盾墙环绕的城堡中。奥丁对女武神施以诅咒，使其沉睡直至有人来救她并娶她为妻。英雄齐格鲁德（尼伯龙根之歌中的），沃爾松格氏族的后裔，杀死巨龙法夫纳（Fafnir）的人，进入了城堡，拿下了女武神的头盔，砍开了她的链甲，唤醒了她。随后两人堕入爱河，齐格鲁德用魔法指环安德華拉諾特（Andvarinaut）向她求婚，许诺会回来娶她为妻。之后齐格鲁便离开城堡前往勃艮第国王Gjúki的宫殿

## 尼伯龍根之歌

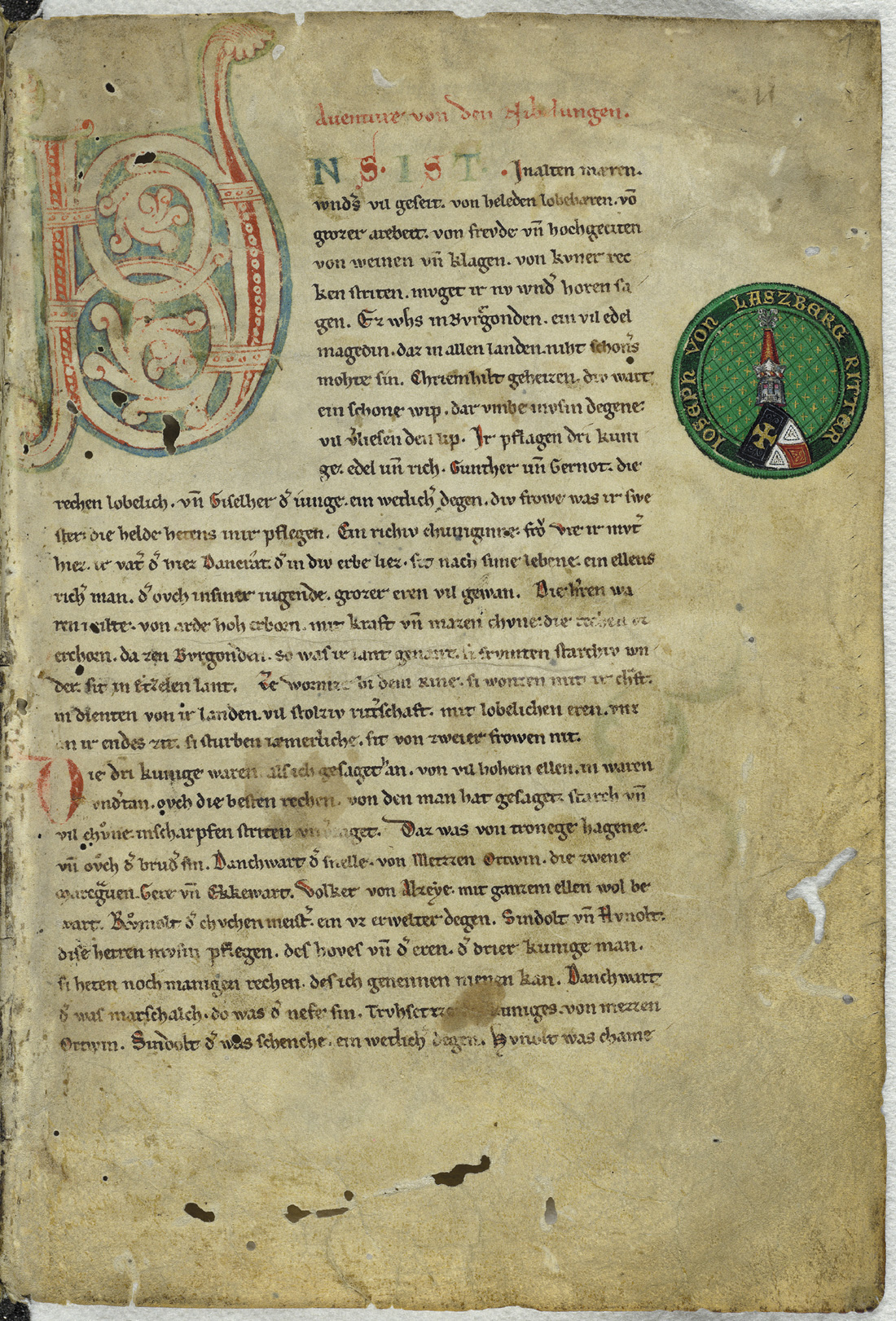
尼伯龍根之歌手稿

尼伯龙根之歌（Nibelungenlied）是著名的中世纪中古高地德语叙事诗，全诗共39歌，9516行，每4行一诗节，讲述的是古代勃艮第（Burgundians）国王的故事，大约创作于1190-1200年，作者不详。作者融合了很多异教的故事题材和源自5世纪口头英雄传说，以此为材料创作了这篇史诗。「尼伯龍根」（Nibelungen）这个词有几种不同的含义。一是指诗中描写的勃艮第国王们，二是指齐格弗里德（Siegfried）的部下们；三是传说日尔曼侏儒种族中的一支。
故事中的布倫希爾德是冰島的女王，冰島國王哈坎的女兒，剽悍、孤傲、桀驁不馴正是她能成為冰島女王的資質。年輕時的布倫希爾德曾經在和待在森林的齊格飛打鬥過，之後布倫希爾德便將他視為冰島未來的國王，並以此無窮地等待著他的到來。然事實總不如意，當布倫希爾德再次見到齊格飛時，卻得知他是為了幫助他的朋友艮特而大感失望。最後布倫希爾德得知是齊格飛從中作梗，便要脅艮特殺了齊格飛，並且以自盡方式一同死去，表達她想與他一同共盡的世界。

## 瓦格纳的“尼伯龙根的指环”
《尼伯龙根的指环》（Der Ring des Nibelungen），本意为尼伯龙人的指环，是一个由四部歌剧组成的系列，由瓦格纳作曲及编剧，整个于1848年开始创作，至1874年完成，历时共26年。创作灵感来自北欧神话内的故事及人物，特别是冰岛家族传说 （Icelanders' sagas，冰岛历史英雄故事散文）。
《尼伯龙根的指环》由四部歌剧组成，亦被瓦格纳称为“舞台节庆典三日剧及前夕”，包括：
- 前夕　：《莱茵的黄金》 （Das Rheingold）
- 第一日：《女武神》　（Die Walküre）
- 第二日：《齐格弗里德》 （Siegfried）
- 第三日：《诸神的黄昏》 （Götterdämmerung）

## 大眾文化
- 宮崎駿2008年首映的動畫作品《崖上的波妞》，其內容設定受到理察·華格納的歌劇《女武神》影響，主角波妞的原名即是布倫希爾德[1]。
- 漫畫極黑的布倫希爾特的劇名。
- 日本小說家田中芳樹的長篇科幻歷史小說銀河英雄傳說中，銀河帝國方面的男主角萊茵哈特，所乘坐的旗艦名為伯倫希爾(Brünhind)，是一艘白色、造型優美的戰艦。
- 布倫希爾德在前傳小說《Fate/Prototype 蒼銀的碎片》的聖杯戰爭之中以「Lancer」的職階出現，寶具為「直至死亡拆散两人」。以後出現的2015年手機遊戲《Fate/Grand Order》中，亦沿用《Fate/Prototype 蒼銀的碎片》的資料登場。配音：能登麻美子。
- 神魔之塔中的封印卡NO.485。
- 輕小說機巧少女不會受傷中七把魔劍之一。
- 輕小說帶著智慧型手機闖蕩異世界。中主角望月冬夜的武器名及國家名。
- 輕小說終將成為神話的放學後戰爭中寄宿在夏露蒂的身體裏。
- 漫畫終末的女武神主角。
- 德國民謠金屬樂團Saltatio Mortis歌曲。
- 日本漫畫薔薇園傳奇勃艮第陣營隊伍登場角色，冰島王室出身。

## 别名
- Brünhild
- Brunhild
- Brunhilda
- Brunhilde
- Brunhilt
- Brunnehilde
- Brünnhilde
- Brynhild
- Brynhilt
- Bruennhilde

## 相關項目
- 尼伯龍根之歌
- 女武神
- 尼伯龙根的指环